# Tetragnatha kolosvaryi
Tetragnatha kolosvaryi este o specie de păianjeni din genul Tetragnatha, familia Tetragnathidae, descrisă de Caporiacco, 1949.
Este endemică în Kenya. Conform Catalogue of Life specia Tetragnatha kolosvaryi nu are subspecii cunoscute.